# Море (роман)
«Море» — роман английского писателя Джона Бэнвилла, написанный в 2005 году и удостоенный Букеровской премии.

## Сюжет
Роман написан от лица Макса Мордена, самокритичного искусствоведа на пенсии, пытающегося примириться со смертью тех, кого он любил в детстве и в зрелом возрасте.
Роман написан в виде дневника; обстановка постоянно меняется, полностью завися от темы, о которой Макс хочет написать. Несмотря на постоянные колебания, Макс возвращается к трём временным отрезкам: своим детским воспоминаниям о Грейсах — богатой семье среднего класса, живущей в арендованном коттедже «Кедры» — во время летних каникул; месяцам, предшествовавшим смерти его жены Анны; и своему нынешнему пребыванию в коттедже «Кедры» в Баллилесе — месте, куда он уехал после смерти Анны и где в детстве пережил травматическую потерю. Мальчиком лет десяти он провел там каникулы со своими родителями. Там он познакомился с богатой семьей Грейс, которая воплощала все его эротические и светские мечты и казалась ему древними богами на социальном Олимпе. Двое детей Грейсов, близнецы Майлз и Хлоя, стали его друзьями по играм.
Эротические фантазии маленького Макса сначала сосредоточены на матери, но со временем он влюбляется в ровесницу Хлою и обменивается с ней первыми поцелуями в кинозале. Хлоя и её немой брат Майлз всегда остаются для Макса загадкой. После того как Хлоя позволяет Максу первый сексуальный контакт в домике на пляже и удивляет экономку Роуз, Хлоя и Майлз без слов идут к воде, заплывают всё дальше и дальше и в конце концов тонут. Первая попытка Макса сбежать от семьи проваливается. Вскоре после катастрофы отец навсегда покидает семью, и мальчик растёт в бедности с матерью.
Второй временной пласт повествования рассказывает о браке Макса и Анны. Будучи ребёнком отца, нажившего деньги сомнительным путем и умершего вскоре после свадьбы, Анна позволяет Максу вести жизнь независимого учёного. Их во многом гармоничный брак разрушает смертельный диагноз доктора Тодда, его безопасность рушится, и Макс вступает в фазу своей жизни, полную разрушительных сомнений.
Через год после смерти Анны Макс решает надолго поселиться в пансионе в Баллилесе, курорте его детства. Пансионат оказывается бывшим домом семьи Грейс, которым управляет их бывшая экономка Роуз. Макс гуляет в одиночестве, размышляет о прошлых потерях и всё больше теряет связь с реальностью. Сны, бессознательное и настоящие переживания всё больше переплетаются между собой. В конце концов Макс начинает чрезмерно пить, пока у него не случается срыв.
Три места действия сильно перемешаны между собой на протяжении всего романа.

## Создание
Бэнвилл описывает книгу как «прямое возвращение в мое детство, когда мне было около десяти лет. Действие книги происходит в вымышленном Россларе, приморской деревне, куда мы ездили каждое лето, будучи детьми. Сейчас, оглядываясь назад, это кажется идиллией, хотя я уверен, что девяносто пять процентов впечатлений составляла абсолютная, всепоглощающая скука». Книга также начинается от третьего лица — «„Саван“ был последним в серии моих романов от первого лица, все они были о мужчинах, попавших в беду. Я знал, что мне нужно найти новое направление. Поэтому я начал писать „Море“ от третьего лица. Он должен был быть очень коротким, страниц семьдесят или около того, и исключительно о детском отдыхе на море — очень лаконичной. Я работал над ней около восемнадцати месяцев, но у меня никак не получалось. И тут, откуда ни возьмись, снова зазвучал голос повествования от первого лица». Работа над «Морем» была завершена в сентябре 2004 года.

## Отзывы критики
Книга получила в целом положительную оценку критиков. На Metacritic средневзвешенная оценка составляет 73 балла из 100 на основе 25 отзывов критиков, что указывает на «в целом благоприятные отзывы». В январско-февральском номере журнала Bookmarks за 2006 год книга получила четыре с половиной звезды из пяти. Резюме журнала гласит: «В своём романе, удостоенном Букера, язык Бэнвилла завораживает». Журнал Complete Review отметил отсутствие консенсуса, резюмировав, что «мнения склоняются к крайностям».
Поэт Майкл Лонгли выразил восхищение «Морем» и назвал Бэнвилла «замечательным писателем». В интервью, взятом через несколько лет после смерти его друга Шеймаса Хини, Лонгли вспоминал: «Я помню, как Шеймас сказал мне, когда опубликовали „Море“: «Разве не замечательно быть частью культуры, которая производит такую хорошую прозу?». Я рассказал Бэнвиллу, что сказал Хини. Знаете, что ответил мне Бэнвилл? «Он действительно так сказал? Неужели?!» Лонгли откусил печенье и добавил: «Мы все как школьники, правда».
Согласно сайту The Greatest Books, объединяющему списки книг, она занимает «2813-е место среди величайших книг всех времён».

## Награды
В 2005 году роман получил Букеровскую премию. Выбор романа «Море» для Букеровской премии стал для Бэнвилла приятной победой, поскольку в 1989 году его роман «Книга улик» попал в шорт-лист, но проиграл «Остатку дня» Кадзуо Исигуро. В 2005 году Исигуро снова вошёл в шорт-лист с романом «Не отпускай меня». В действительности, в газете The Times сообщалось, что список был сокращен до этих двух романов, и только решающий голос председателя Джона Сазерленда определил победителя. Выбор Бэнвилла в качестве лауреата премии не был воспринят как популистский, что заставило Бэнвилла задуматься: «Если они дают мне этот чёртов приз, почему они не могут сказать обо мне приятные вещи?». Неожиданную победу Бэнвилла Бойд Тонкин назвал «возможно, самым извращённым решением в истории премии», хотя другие защищали этот выбор, ссылаясь на лирическую, стилистическую прозу, которая делает книгу достойной награды.
В своей речи Бэнвилл выразил удовольствие от того, что премию получило произведение искусства, и это заявление вызвало обвинения в высокомерии. Позже он объяснил: «Является ли „Море“ успешным произведением искусства — не мне судить, но произведение искусства — это то, что я хотел создать. Такие романы, которые я пишу, очень редко выигрывают Букеровскую премию, которая в целом поощряет хорошую, среднюю художественную литературу».
Рик Гекоски, один из судей Букеровской премии, выступавших за «Море», позже написал в его защиту: «Это произведение искусства в традициях высокого модернизма, и я готов поспорить, что и через 75 лет его будут читать и восхищаться им».

## Экранизация
Роман был экранизирован в 2013 году, автором сценария стал Бэнвилл, режиссёром — Стивен Браун. Главные роли исполнили: Киаран Хайндс (Макс Морден), Руфус Сьюэлл (Карло Грейс), Шарлотта Рэмплинг (мисс Вавасур) и Наташа Макэлхон (Конни Грейс). Композитором фильма стал Эндрю Хьюитт, оператором — Джон Конрой.